# Филип Кукуличић
Филип Кукуличић (Подгорица, 13. фебруара 1996) црногорски је фудбалер који тренуно наступа за Темпо Франкфурт.